# Neuvy-Saint-Sépulchre
Neuvy-Saint-Sépulchre é uma comuna francesa na região administrativa do Centro, no departamento Indre. Estende-se por uma área de 35,14 km². Em 2010 a comuna tinha 1 690 habitantes (densidade: 48,1 hab./km²).